# Zoöfilie

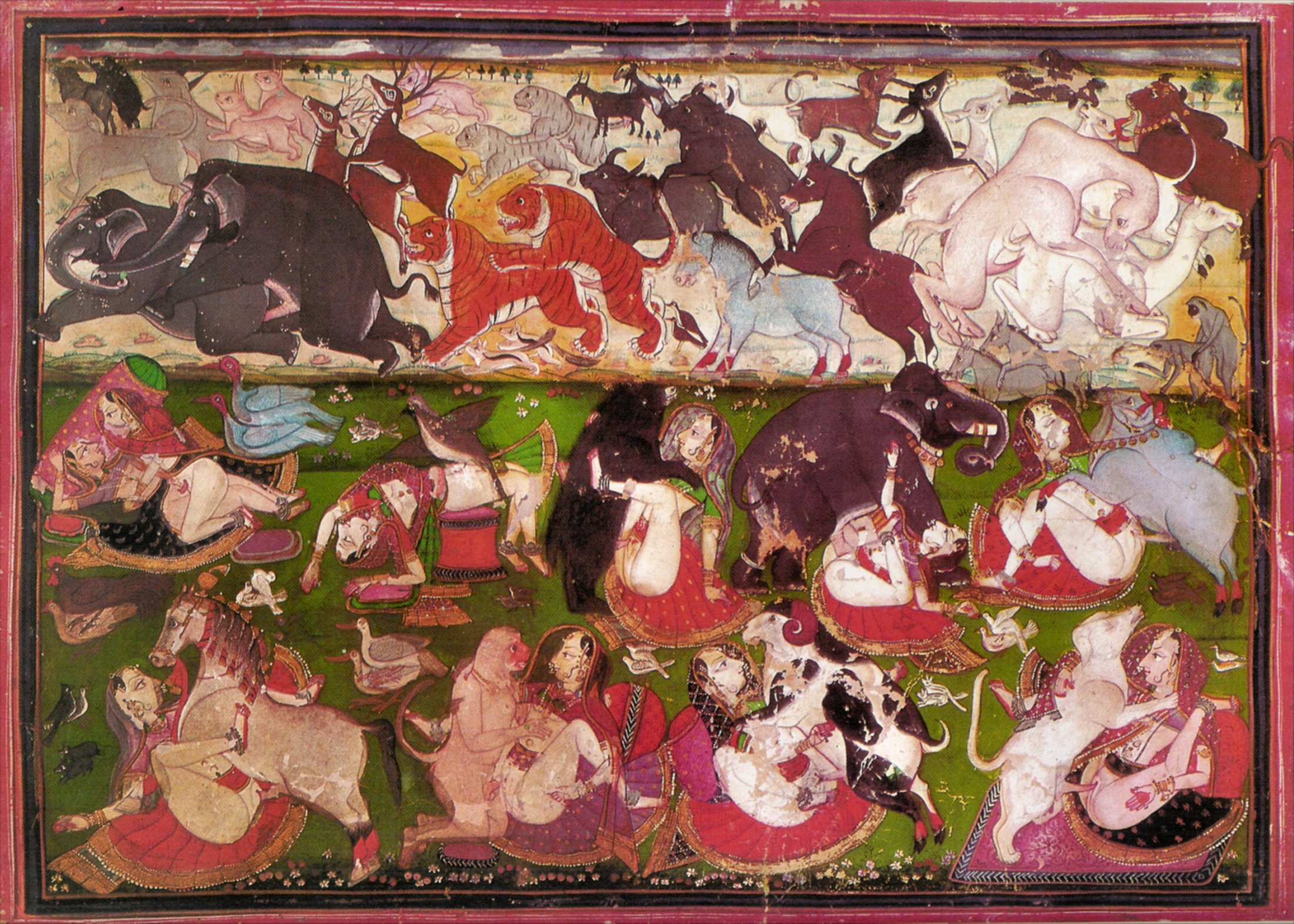
Afbeelding uit 1780

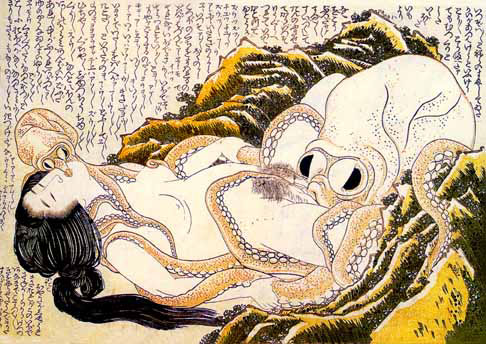
Droom van de vissersvrouw, ca. 1820

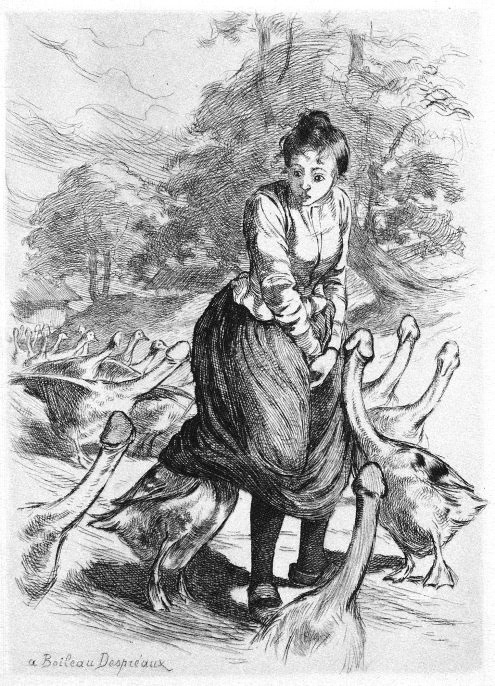
Le Grande Danse Macabre des Vifs, 1905. Illustratie door Martin Van Maele

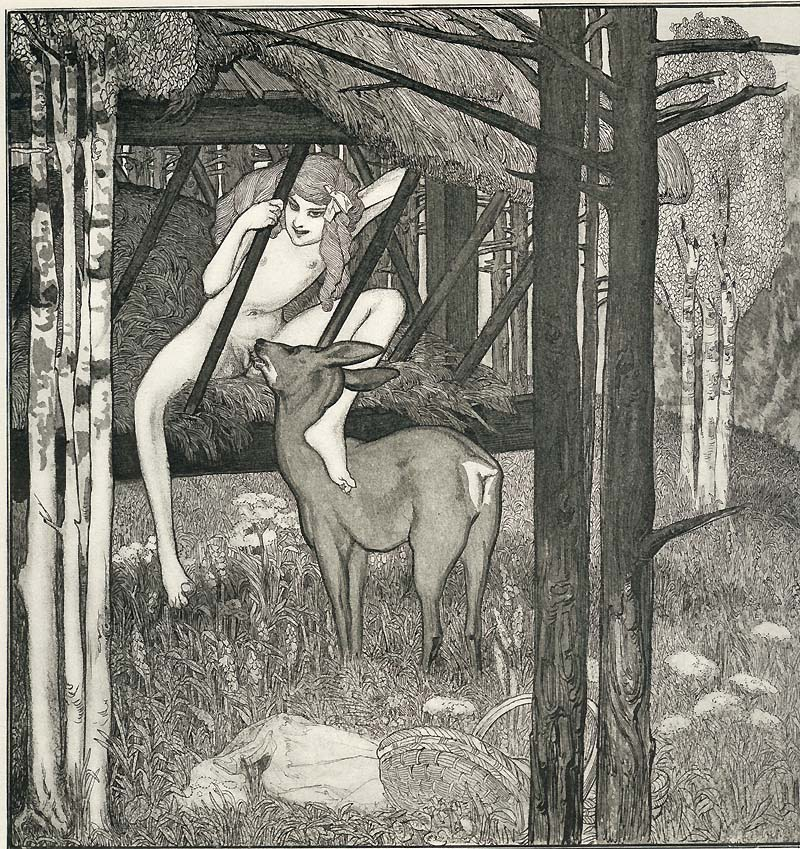
Afbeelding van Franz von Bayros

Zoöfilie is het beleven van seksuele opwinding van mensen tot dieren. Het valt in de psychiatrie onder de parafiliën.
Zoöfilie is niet hetzelfde als bestialiteit. Bestialiteit betreft seksuele handelingen tussen mens en dier; zoöfilie omschrijft slechts de seksuele aantrekking. 

## Zoöfilie en bestialiteit
Zoöfilie behelst het zich seksueel aangetrokken voelen tot dieren, terwijl bestialiteit (ook wel dierenseks genoemd) ziet op seksuele betrekkingen tussen mens en dier. Niet iedere zoöfiel doet echter aan bestialiteit, en een groot deel van de mensen die seks met dieren hebben, zijn geen zoöfielen. Net als bij pedoseksualiteit, kent ook bestialiteit naast preferentiële daders gelegenheidsdaders en a-sociale daders. 

## Geschiedenis

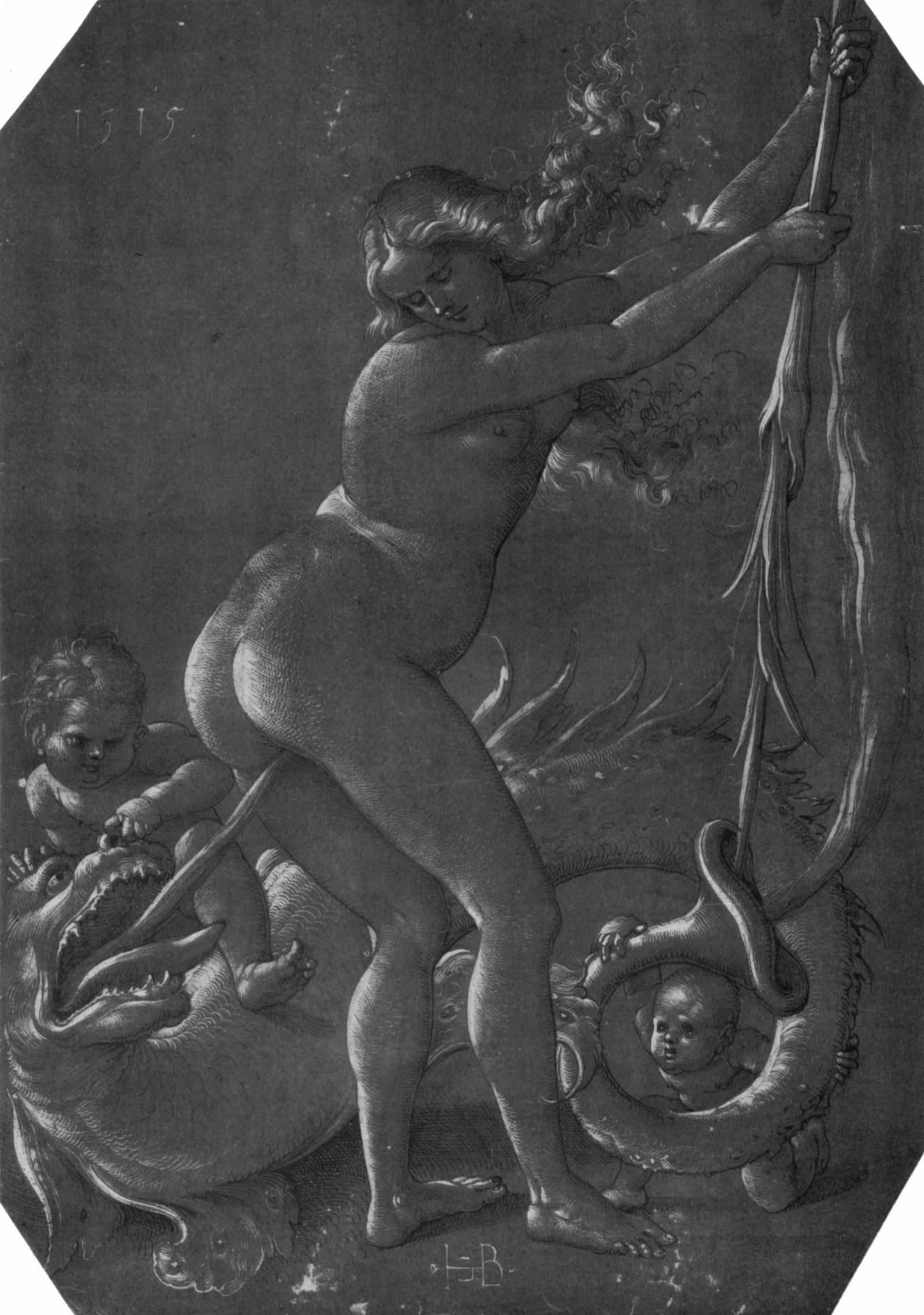
Staande heks en een wezen, Hans Baldung, 1515

Grotschilderingen van seksuele contacten tussen mens en dier zijn al uit de bronstijd (in Zweden) en de ijzertijd (in Italië) bekend. Volgens sommigen gaat het hier overigens over mythologisch-psychologische motieven en niet over daadwerkelijke handelingen. In de Griekse mythologie is zoöfilie een regelmatig terugkerend thema. Ook worden uit dergelijke verbintenissen regelmatig kinderen geboren, hetzij in menselijke hetzij in half-menselijke, half-dierlijke vorm. In werkelijkheid is er van een dergelijke kruising - die theoretisch mogelijk moet zijn (zie ook: Kruising tussen mens en chimpansee) - geen exemplaar bekend. Volgens de Grieken verscheen Zeus aan Leda in de vorm van een zwaan en uit deze verbintenis werden Helena en Polydeuces geboren. De Minotaurus was een kind van koningin Pasiphaë en een witte stier. De god Pan bedreef ook regelmatig de liefde met dieren. In het oude Rome waren er bordelen die de naam van de diersoorten droegen die er beschikbaar waren.
In de Bijbel wordt de bestialiteit beschreven en sterk veroordeeld:
Verontreinig jezelf niet door de geslachtsdaad te verrichten met een dier. En een vrouw mag niet een dier uitlokken om met haar te paren, dat is pervers. (Leviticus 18:23); Wie de geslachtsdaad bedrijft met een dier, moet ter dood gebracht worden; ook het dier moet worden gedood. (Leviticus 20:15);Wanneer een vrouw een dier uitlokt om met haar te paren, moet zowel de vrouw als het dier gedood worden. Ze moeten ter dood gebracht worden en hebben hun dood aan zichzelf te wijten. (Leviticus 20:16).
In de Middeleeuwen stond er de doodstraf op - voor mens én dier - en tot in de 19e eeuw stonden er in Europa zware straffen op.

## Huwelijken tussen mens en dier
Huwelijken tussen mensen en dieren zijn niet geldig en worden nergens erkend. Toch zijn er gevallen waarin mensen (symbolisch) met dieren trouwden, wat in sommige gevallen samenhing met zoöfilie. In andere gevallen zat er een niet-seksueel (religieus of bijgelovig) motief achter. Voorbeelden zijn:
- Ngurah Alit, een Indonesische man uit Bali werd betrapt op seksueel contact met een koe en werd hierop gedwongen het dier te huwen. Daarna werd de koe verdronken.[1]
- Een soortgelijk incident vond plaats in Soedan, waar een man gedwongen werd een geit te huwen nadat hij betrapt was op seks met het dier. De geit stierf echter enkele jaren later een natuurlijke dood.
- In mei 1998 werd een aflevering van de Jerry Springer Show uitgezonden met als hoofdact een man die met zijn paard was 'getrouwd'. Deze aflevering werd in veel landen te schokkend bevonden en niet uitgezonden.
- In november 2010 'trouwde' een Australiër met zijn vrouwelijke labrador-retriever.

Er zijn meer voorbeelden bekend maar meestal betrof dit huwelijken op andere gronden. Zo 'trouwde' een Indiase man met een hond omdat hij meende zich de woede van de goden op de hals te hebben gehaald door eerder een andere hond te stenigen. Op deze manier kon hij zijn 'schuld' inlossen. Ook uit India stammen verhalen over huwelijken tussen kinderen en dieren, waarmee men hoopte te voorkomen dat de kinderen door wilde dieren werden aangevallen. In deze gevallen waren de huwelijken slechts symbolisch en stond het de kinderen vrij later een menselijke partner te huwen.